# Erliansaure
L'erliansaure (Erliansaurus) és un gènere de dinosaure terizinosauroïdeu que va viure al Cretaci superior (Maastrichtià), fa entre 70 i 65 milions d'anys. Les restes fòssils de l'erliansaure s'han trobat a la Xina.
L'espècie tipus, Erliansaurus bellamanus, va ser descrita per Xu, Zhang, Sereno, Zhao, Kuang, Han i Tant l'any 2002, basant-se en un esquelet parcial.